# Buffalo Bills 1973
La stagione 1973 dei Buffalo Bills è stata la quarta della franchigia nella National Football League, la 14ª complessiva. Con Lou Saban come capo-allenatore la squadra ebbe un record di 9-5, classificandosi seconda nella AFC East Division. Fu anche prima stagione nel nuovo Rich Stadium dopo 13 stagioni al War Memorial Stadium.
La stagione fu caratterizzata dall'impresa del running back O.J. Simpson che divenne il primo giocatore della storia a correre 2.000 yard in una stagione e l'unico a riuscirvi con un calendario di 14 partite. La sua media di 143,1 yard corse a partita rimane un record NFL. L'attacco della squadra prese il soprannome di "Electric Company".

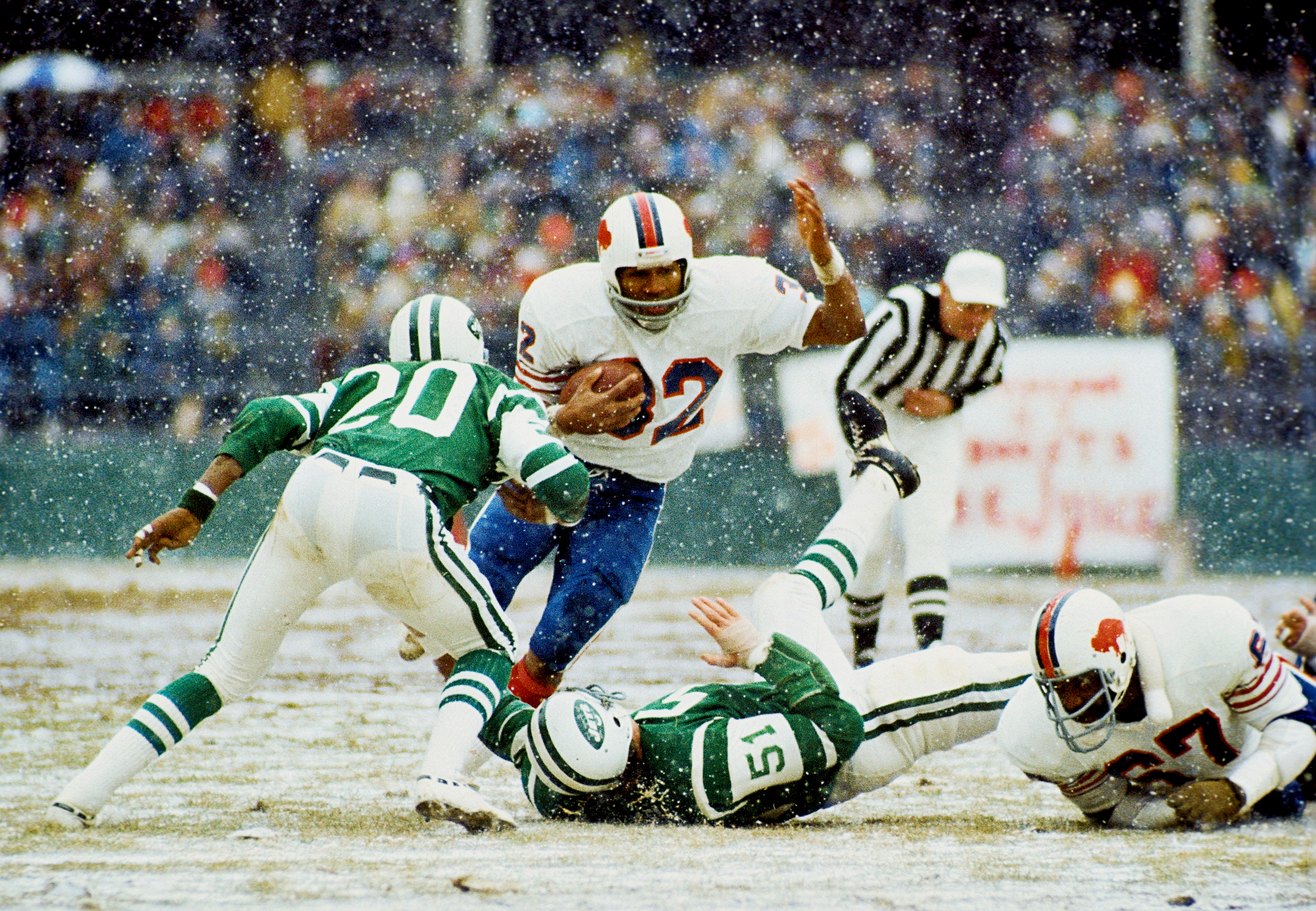
La partita del 16 dicembre 1973 in cui Simpson stabilì il record di yard corse in una stagione

## Roster
| Roster dei Buffalo Bills nel 1973 |
| --- |
| Quarterback - 12 Joe Ferguson - 10 Leo Hart - 16 Dennis Shaw Running Back - 34 Jim Braxton FB - 46 Steve Jones - 32 O.J. Simpson - 36 Pete Van Valkenberg - 38 Larry Watkins Wide Receiver - 81 Bob Chandler - 40 J.D. Hill - 89 Wallace Francis - 80 Ray Jarvis Tight End - 37 Ted Koy - 87 Paul Seymour Offensive Linemen - 68 Joe DeLamielleure G - 74 Donnie Green T - 78 Dave Foley T - 88 Halvor Hagen G - 51 Bruce Jarvis C - 67 Reggie McKenzie G - 53 Mike Montler C - 56 Willie Parker C - 69 Bob Penchion G - 75 Jeff Winans T Defensive Linemen - 73 Earl Edwards DT - 71 Mike Kadish DT - 70 Bob Kampa DT - 79 Steve Okoniewski DE - 85 Walt Patulski DE - 77 Jerry Patton DE Linebacker - 50 Jim Cheyunski - 30 Bo Cornell - 54 Phil Croyle - 57 Dale Farley - 57 Fred Forsberg - 52 Merv Krakau - 54 Rick Kingrea - 56 Rich Lewis OLB - 82 Brian McConnell - 55 John Skorupan OLB - 86 Dave Washington Defensive Back - 22 Bill Cahill CB - 47 Leon Garror CB - 43 Tony Greene FS - 25 Dwight Harrison CB - 20 Robert James CB - 24 Ernie Kellermann FS - 48 John Pitts SS - 23 Ken Stone SS - 26 Donnie Walker CB Special Team - 11 Spike Jones P - 3 John Leypoldt K |
| Legenda - I rookie sono in corsivo. - Il primo ruolo è il principale mentre gli eventuali successivi indicano i ruoli secondari. - (IR) sta per Injured Reserve ed indica la lista ristretta per un solo giocatore infortunato che può tornare ad allenarsi dopo la settimana 6 e a rientrare in prima squadra dopo che questa ha giocato 8 partite. - (NF-Inj.) / (NF-Ill.) stanno rispettivamente per Non-Football Injured e Non-Football Illness ed indicano le liste dove viene inserito un giocatore che ha un infortunio o una malattia non dipendente dal football americano. - (PUP) sta per Physically Unable to Perform ed indica la lista dove viene inserito un giocatore mentre è in attesa di recuperare la condizione fisica. Nella stagione regolare dopo la sesta partita giocata dalla propria squadra, il giocatore ha tempo tre settimane per riprendere ad allenarsi, più tre settimane aggiuntive dal suo rientro agli allenamenti per rientrare in prima squadra. |

Fonte:

## Calendario
| Stagione regolare |              |                         |           |        |                   |         |
| Turno             | Data         | Avversario              | Risultato | Record | Stadio            | Sintesi |
| 1                 | 16 settembre | at New England Patriots | V 31–13   | 1–0    | Schaefer Stadium  | Recap   |
| 2                 | 23 settembre | at San Diego Chargers   | S 7–34    | 1–1    | San Diego Stadium | Recap   |
| 3                 | 30 settembre | New York Jets           | V 9–7     | 2–1    | Rich Stadium      | Recap   |
| 4                 | 7 ottobre    | Philadelphia Eagles     | V 27–26   | 3–1    | Rich Stadium      | Recap   |
| 5                 | 14 ottobre   | Baltimore Colts         | V 31–13   | 4–1    | Rich Stadium      | Recap   |
| 6                 | 21 ottobre   | at Miami Dolphins       | S 6–27    | 4–2    | Miami Orange Bowl | Recap   |
| 7                 | 29 ottobre   | Kansas City Chiefs      | V 23–14   | 5–2    | Rich Stadium      | Recap   |
| 8                 | 4 novembre   | at New Orleans Saints   | S 0–13    | 5–3    | Tulane Stadium    | Recap   |
| 9                 | 11 dicembre  | Cincinnati Bengals      | S13–16    | 5–4    | Rich Stadium      | Recap   |
| 10                | 18 dicembre  | Miami Dolphins          | S 0–17    | 5–5    | Rich Stadium      | Recap   |
| 11                | 25 novembre  | at Baltimore Colts      | V 24–17   | 6–5    | Memorial Stadium  | Recap   |
| 12                | 2 dicembre   | at Atlanta Falcons      | V 17–6    | 7–5    | Atlanta Stadium   | Recap   |
| 13                | 9 dicembre   | New England Patriots    | V 37–13   | 8–5    | Rich Stadium      | Recap   |
| 14                | 16 dicembre  | at New York Jets        | V 34–14   | 9–5    | Shea Stadium      | Recap   |

## Classifiche
| AFC East             |    |    |   |      |     |      |     |     |     |
|                      | V  | S  | P | %    | DIV | CONF | PF  | PS  | STR |
| Miami Dolphins       | 12 | 2  | 0 | .857 | 7–1 | 9–2  | 343 | 150 | V1  |
| Buffalo Bills        | 9  | 5  | 0 | .643 | 6–2 | 7–4  | 259 | 230 | V4  |
| New England Patriots | 5  | 9  | 0 | .357 | 1–7 | 3–8  | 258 | 300 | S2  |
| New York Jets        | 4  | 10 | 0 | .286 | 4–4 | 4–7  | 240 | 306 | S2  |
| Baltimore Colts      | 4  | 10 | 0 | .286 | 2–6 | 2–9  | 226 | 341 | V2  |

## Premi
- O.J. Simpson:

MVP della NFL
giocatore offensivo dell'anno